# Würfelhocker

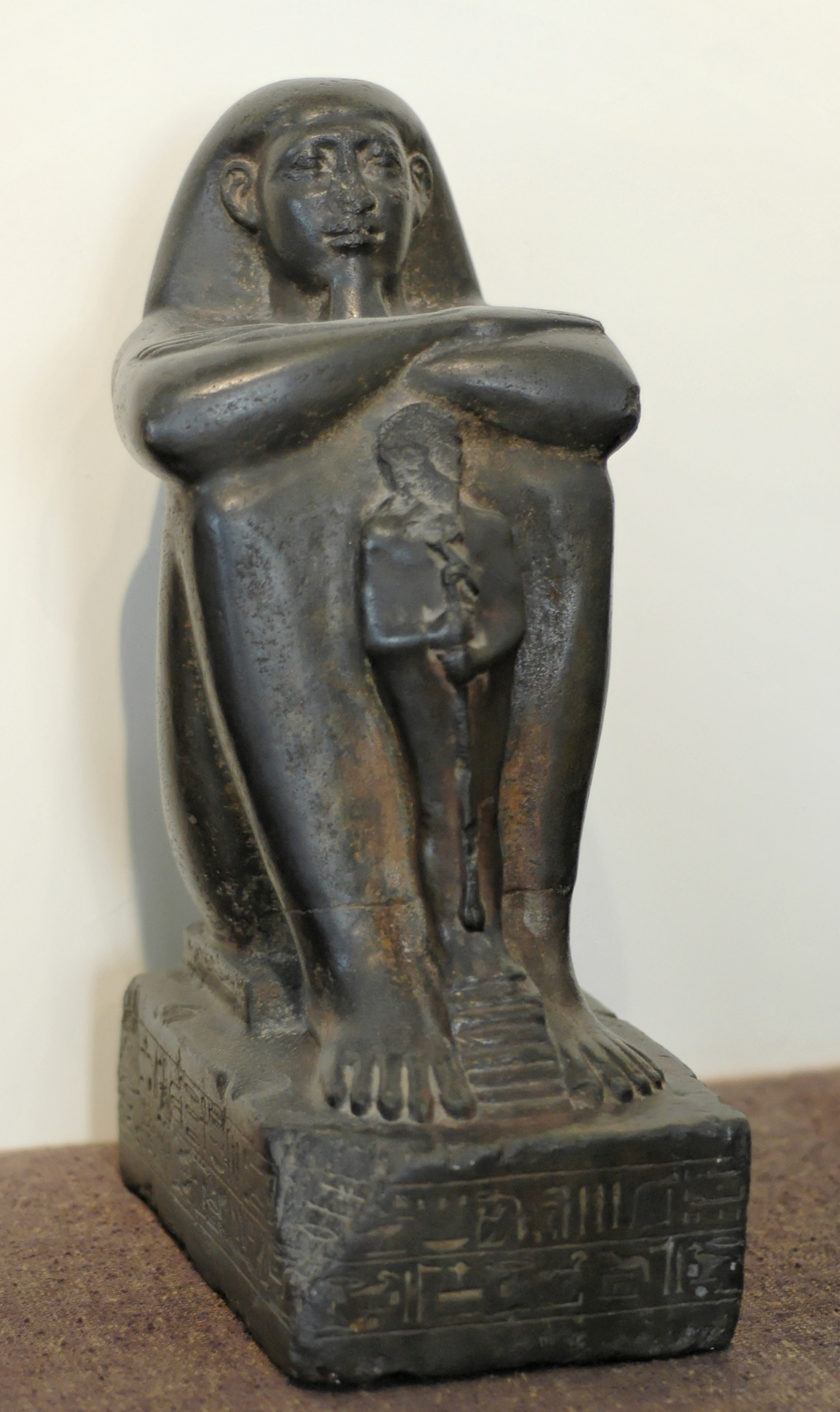
Würfelhocker des Pa-Anch-Ra, ein Schiffsführer, zwischen seinen Beinen befindet sich eine Figur des Ptah; Spätzeit, etwa 650–633 v. Chr.

Als Würfelhocker bezeichnet man einen ägyptischen Statuentyp, bei dem eine auf einem Sockel sitzende Person mit angewinkelten, einander berührenden Knien dargestellt wird. Die Arme sind um die Knie geschlungen und gekreuzt, während die Füße flach auf dem Boden stehen. Oftmals trägt die abgebildete Person ein langes Gewand, so dass nur der Kopf und die Füße zu erkennen sind und der Körper einen Würfel bildet. Der Sockel ist mit Hieroglyphen beschriftet und gibt Auskunft über den Dargestellten.

## Weitere Charakteristika
Mit diesem Statuentyp werden niemals ein Pharao, sondern ausschließlich Privatpersonen dargestellt, auch Abbildungen von Frauen sind sehr selten. Oftmals handelt es sich um ägyptische Beamte. Da viele Würfelhocker wenig Details zeigen, war deren Herstellung weniger aufwendig und somit auch kostengünstiger. Dies war sicher auch ein Grund für deren Beliebtheit. Die glatten Flächen des würfelförmigen Körpers wurden gerne mit Hieroglyphen-Inschriften überzogen, wie beispielsweise der Würfelhocker des Senenmut.
Die ältesten Figuren datieren in die Zeit der 12. Dynastie (Mittleres Reich) und wurden in Sakkara aufgefunden. Diese werden auch als Sänftenhockfiguren bezeichnet, weil die Personen in einem Sitz einer Sänfte sitzend dargestellt werden, wobei sie die gleiche Sitzposition einnehmen. Ein Beispiel hierfür ist die Sänftenhockfigur des Hetep. Hieraus entwickelte sich der Würfelhocker, der bis in die römische Zeit beliebt war.

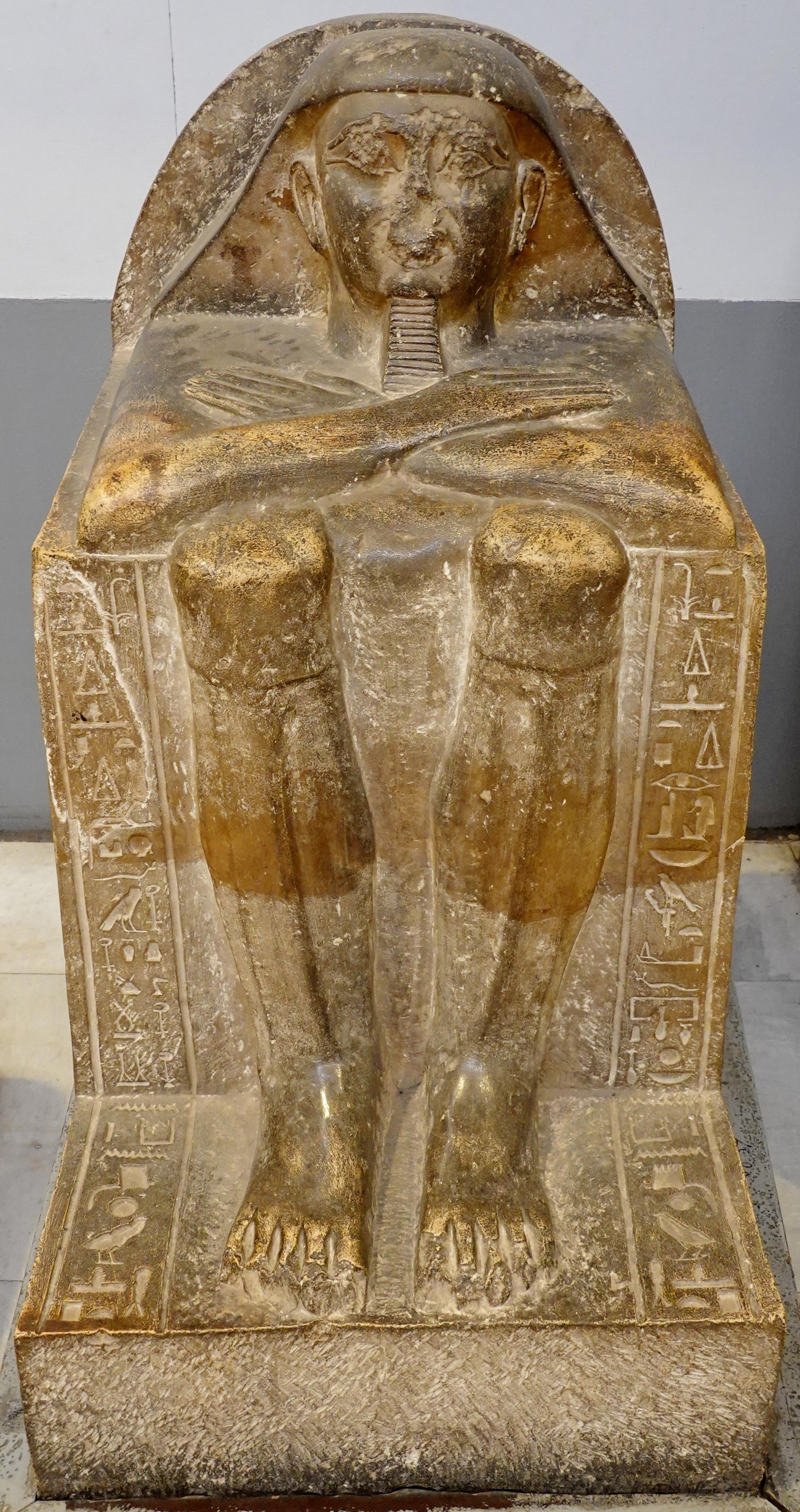
Würfelhocker des Hetep, Inspektor der Priester der Teti-Pyramide in der Zeit Amenemhets I. (Kalkstein, 12. Dynastie, aus seinem Grab in Sakkara)
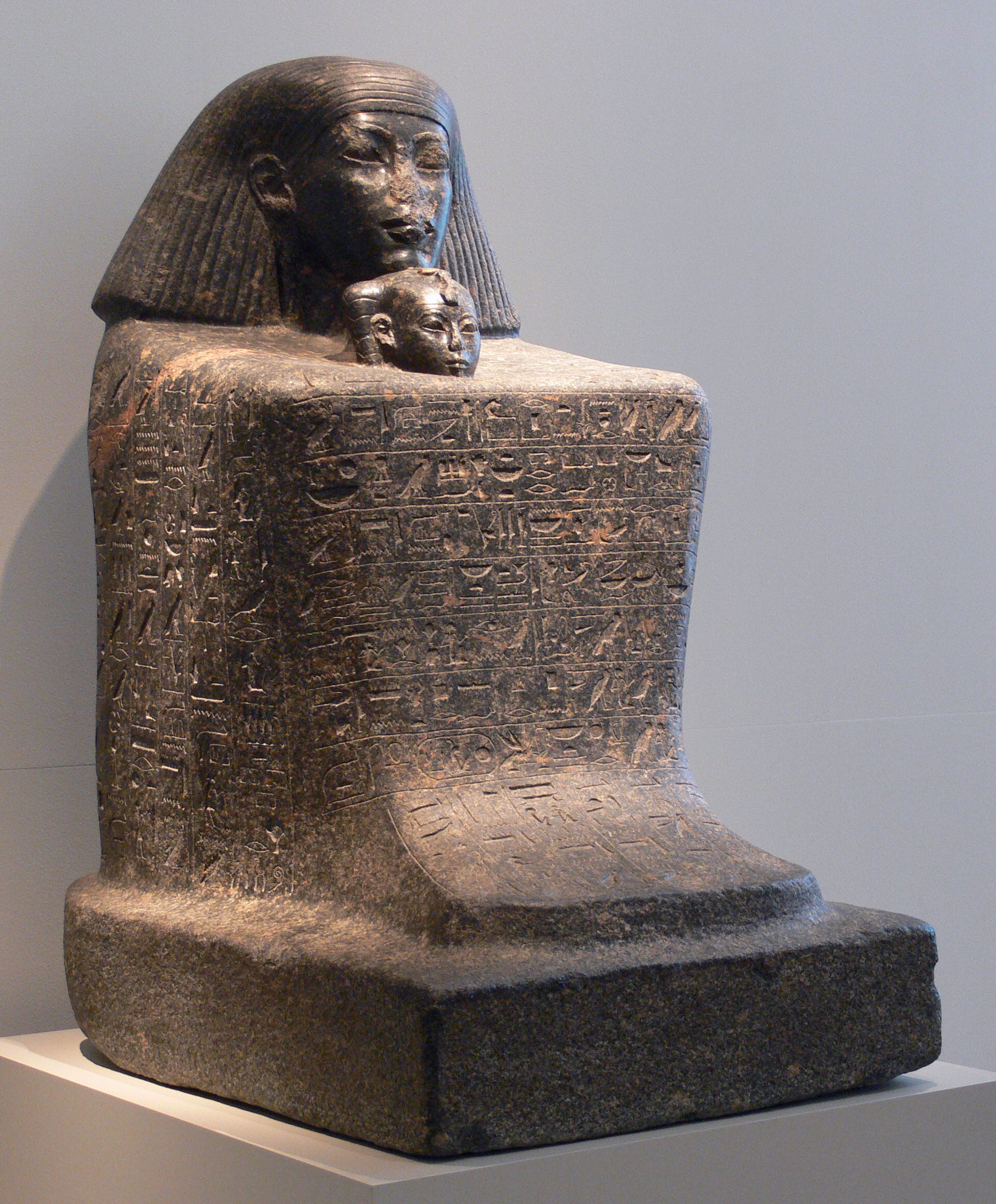
Würfelhocker des Senenmut, auf seinem Schoß steht Hatschepsuts Tochter Neferu-Re, Granit; Theben/Karnak; Neues Reich, 18. Dynastie; um 1475 v. Chr.
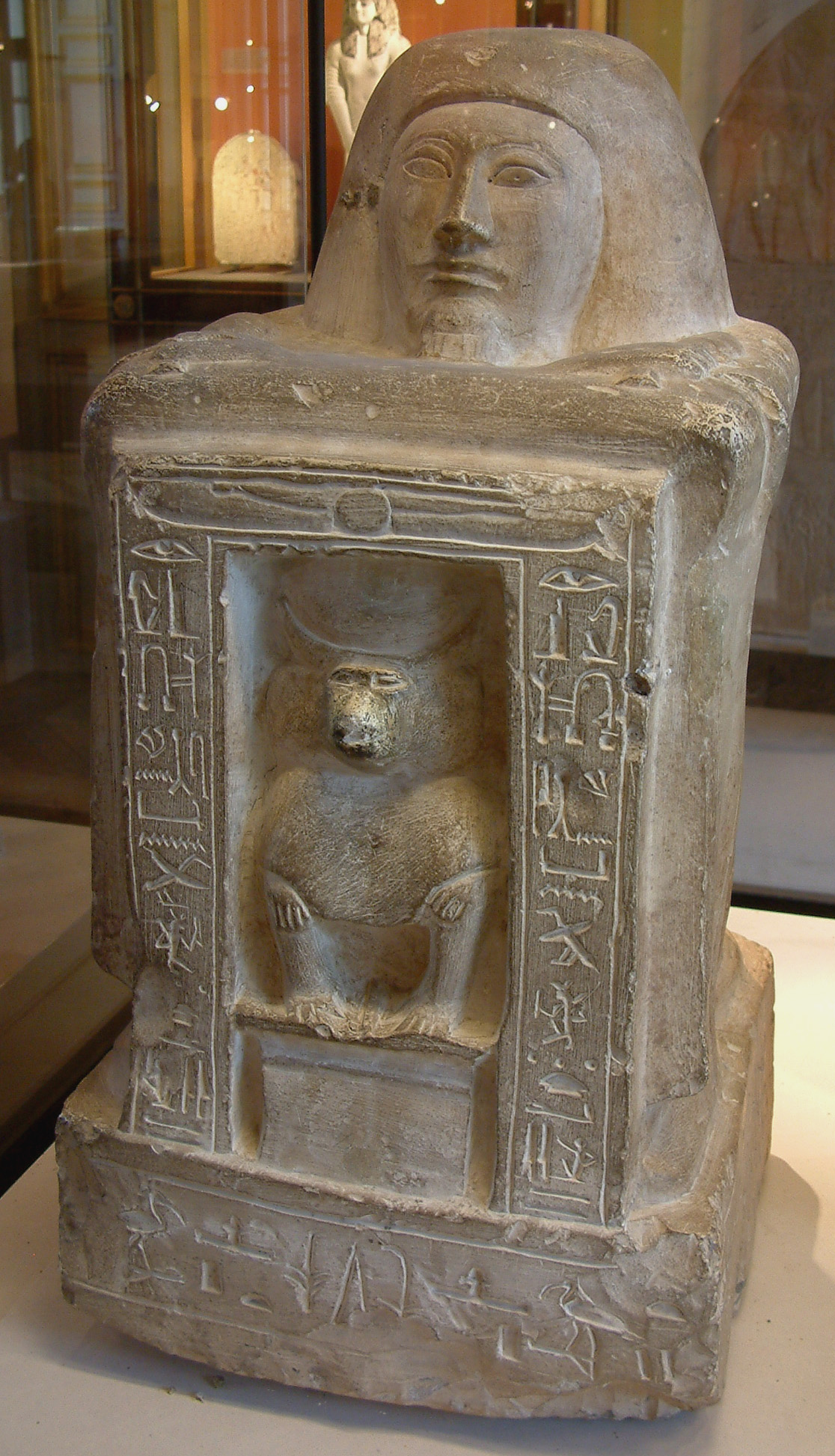
Würfelhocker des Wesirs Chay, davor Thot als Pavian in einem Tempel; Neues Reich, 19. Dynastie; Kalkstein; Louvre, Paris
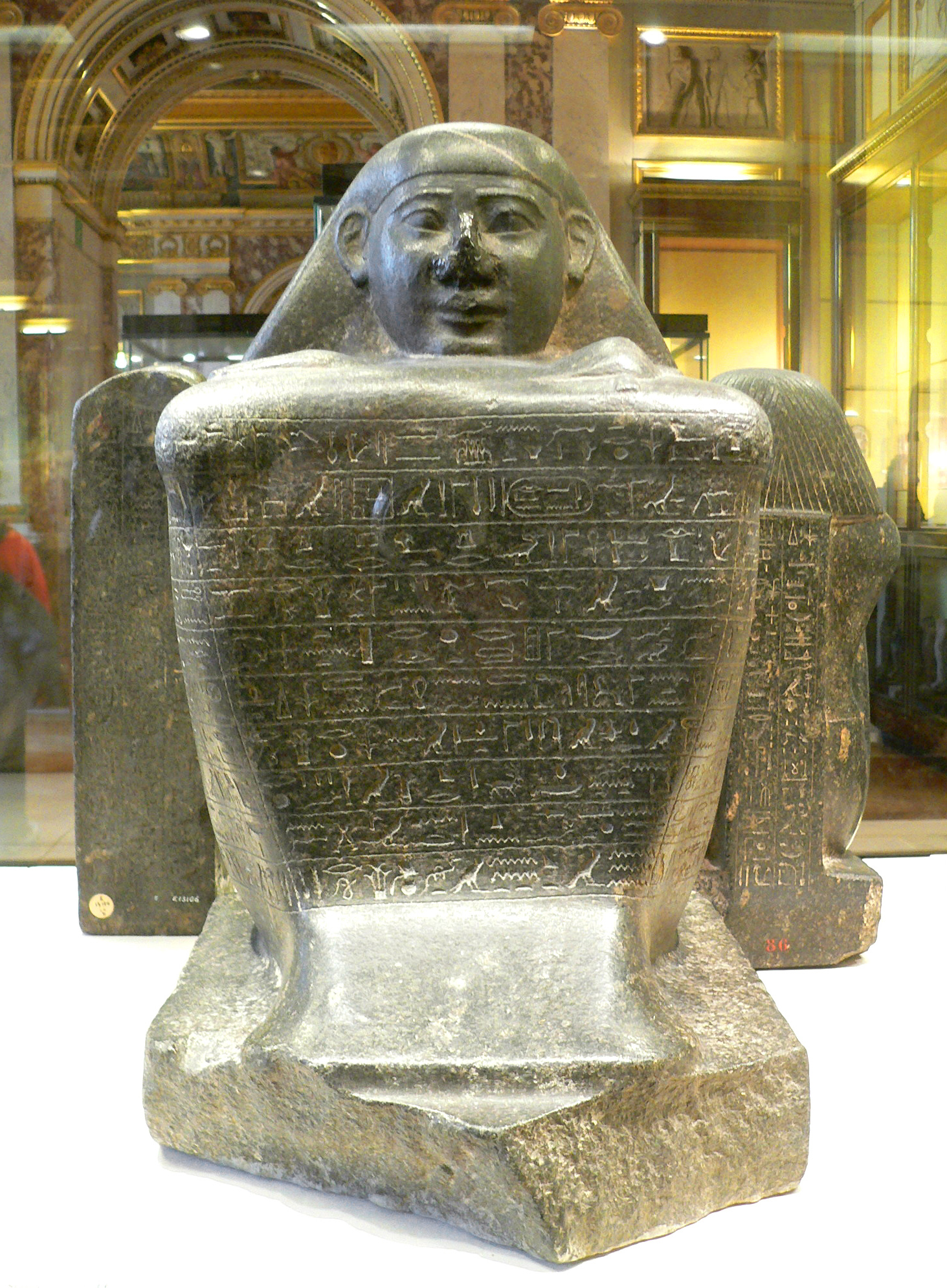
Würfelhocker des Obervermögensverwalters Harwa (TT37 Dritte_Zwischenzeit, 25._Dynastie in El-Assasif)